# Fabian Neisser
Fabian Neisser (* 5. Dezember 1559 in Thorn, Polnisch-Preußen; † 1605 in Danzig, Polnisch-Preußen) war ein deutscher Maler in Danzig.

## Leben

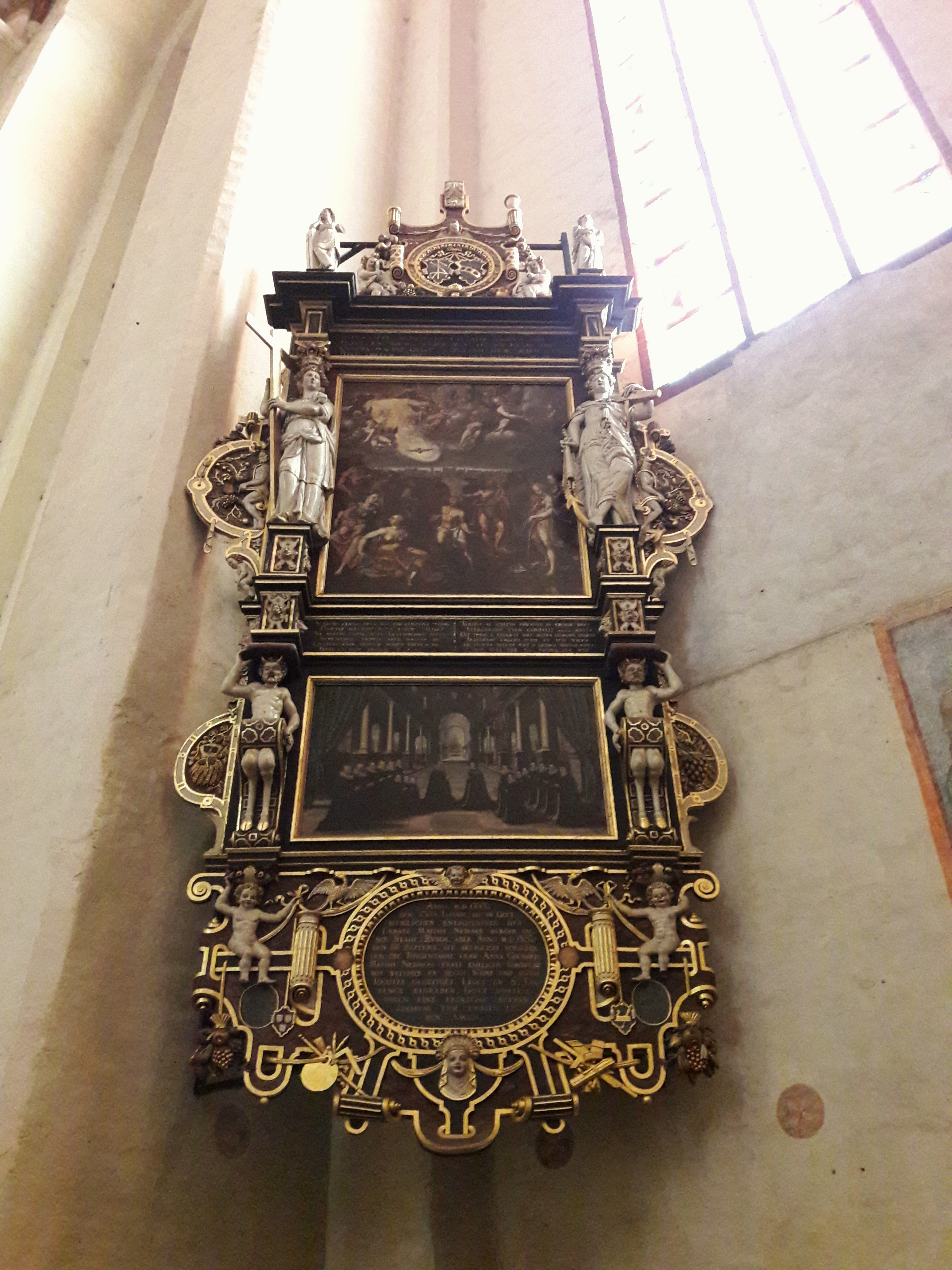
Epitaph der Familie Neisser

Der Großvater Simon Schultz (Scholtz) war 1517 aus dem schlesischen Neiße nach Thorn gekommen. Der Vater Matthias wurde Bierbrauer und benannte sich nach der Stadt seiner Vorfahren. Die Mutter Anna Grunau war die Tochter eines Thorner Schöffen.
Fabian Neisser zog nach Danzig, wo er 1585 Susanne von dem Block, wahrscheinlich eine Tochter des flämischen Bildhauers Aegidius van den Blocke, heiratete. Die beiden hatten zwei Töchter und vier Söhne, von denen zwei das Thorner Gymnasium besuchten.

## Künstlerisches Wirken
Fabian Neisser malte das große Epitaph seiner Familie in der Marienkirche Thorn zwischen 1588 und 1594 aus. Dieses hatte sein Bruder Matthias geschaffen. Dargestellt sind im Hauptbild die Taufe Christi mit einem Stadtpanorama von Thorn im Hintergrund. Auf dem unteren Bild ist die Familie in kniender Haltung abgebildet. Die Malereien sind im Stil des niederländischen Manierismus gehalten und gelten als künstlerisch hochwertig. Auch die Schnitzereien des Bruders Matthias haben ein anspruchsvolles Niveau.
Aufgrund der großen Ähnlichkeit haben beide wahrscheinlich auch das Epitaph der Familie Mochinger in der gleichen Kirche geschaffen.